# Anopheles alongensis
Anopheles alongensis este o specie de țânțari din genul Anopheles, descrisă de Willem George Venhuis în anul 1940. Conform Catalogue of Life specia Anopheles alongensis nu are subspecii cunoscute.